# Kebnekaise
Kebnekaise (ze severosámštiny Giebmegáisi nebo v modernější formě Giebnegáisi, "hřeben kotle") je nejvyšší hora ve Švédsku. Masív Kebnekaise, součást Skandinávských hor, má dva vrcholy. Zaledněný jižní vrchol byl s výškou 2120 m n. m. vyšší, ale během posledních 50 let se zmenšil o 24 metrů, takže se severní vrchol bez ledu s nadmořskou výškou 2096,8 m stal vyšším. Kebnekaise leží v švédském Laponsku, v kraji Norrbotten, asi 150 km severně od polárního kruhu a západně od Kiruny poblíž dálkové turistické trasy Kungsleden, spojující Abisko a Hemavan.
Z vrcholu hory je viditelné území o rozloze 40 000 km², včetně části území sousedního Norska.

## Přístup
Vrchol Kebnekaise se nachází poměrně daleko od civilizace, a výstup na vrchol je proto 2-3denní túrou. Na úpatí Kebnekaise, asi 19 km (6-7 hodin) od vesnice Nikkaluokta se nachází horská chata Kebnekaise fjällstation. Ta je východiskem při výstupu na vrchol západní cestou (dalších 13 km, 4-6 hodin na vrchol) nebo východní cestou (dalších 10 km, 3-5 hodin na vrchol). Západní cesta vede přes kamenité svahy k mezivrcholu Vierranvárri a potom na samotný zaledněný jižní vrchol. Východní cesta přes ledovce a skály je jištěná ocelovým lanem, podobně jako via ferrata.

## Fotografie

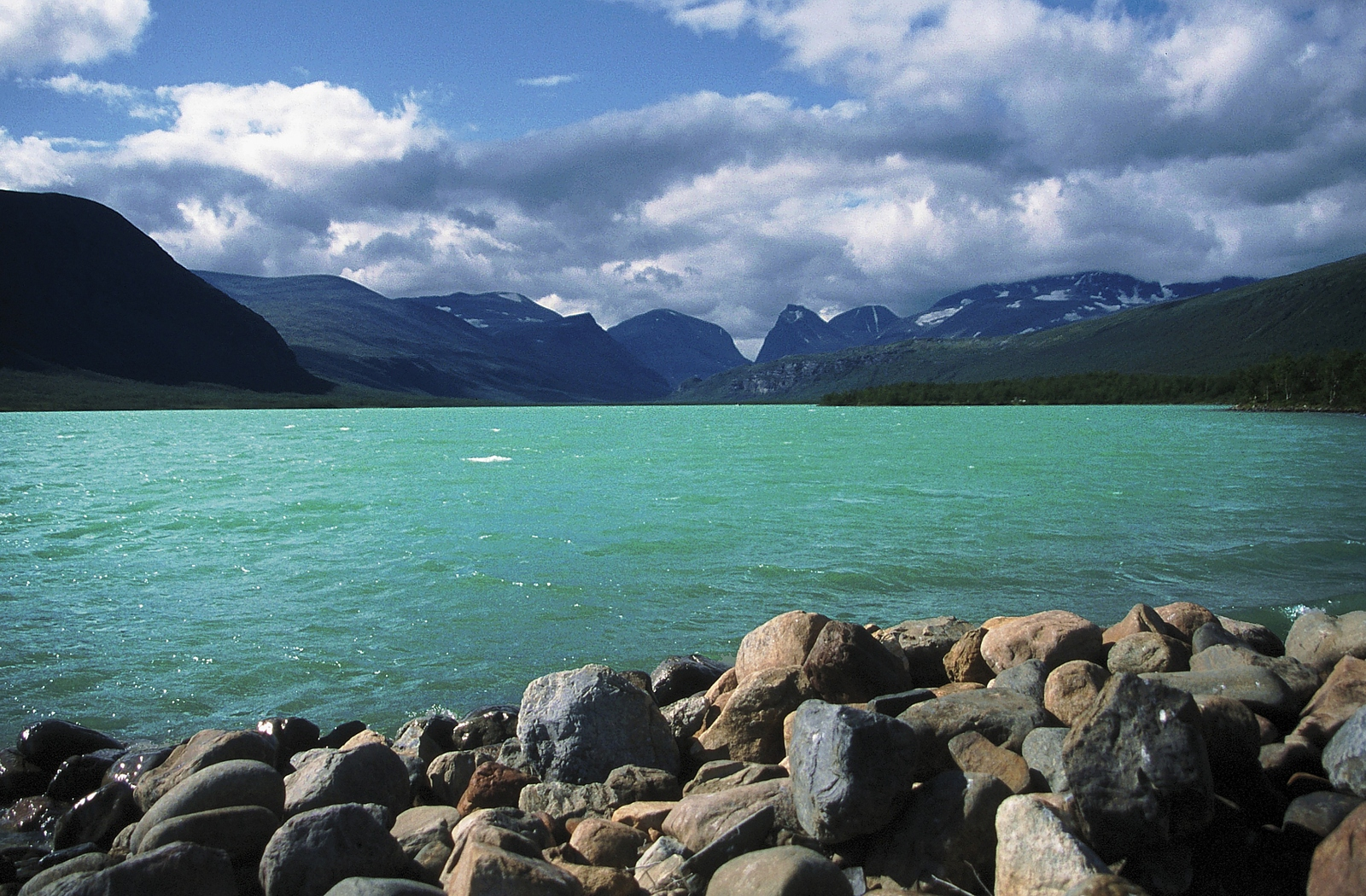
Kebnekaise za jezerem Laddjujaure

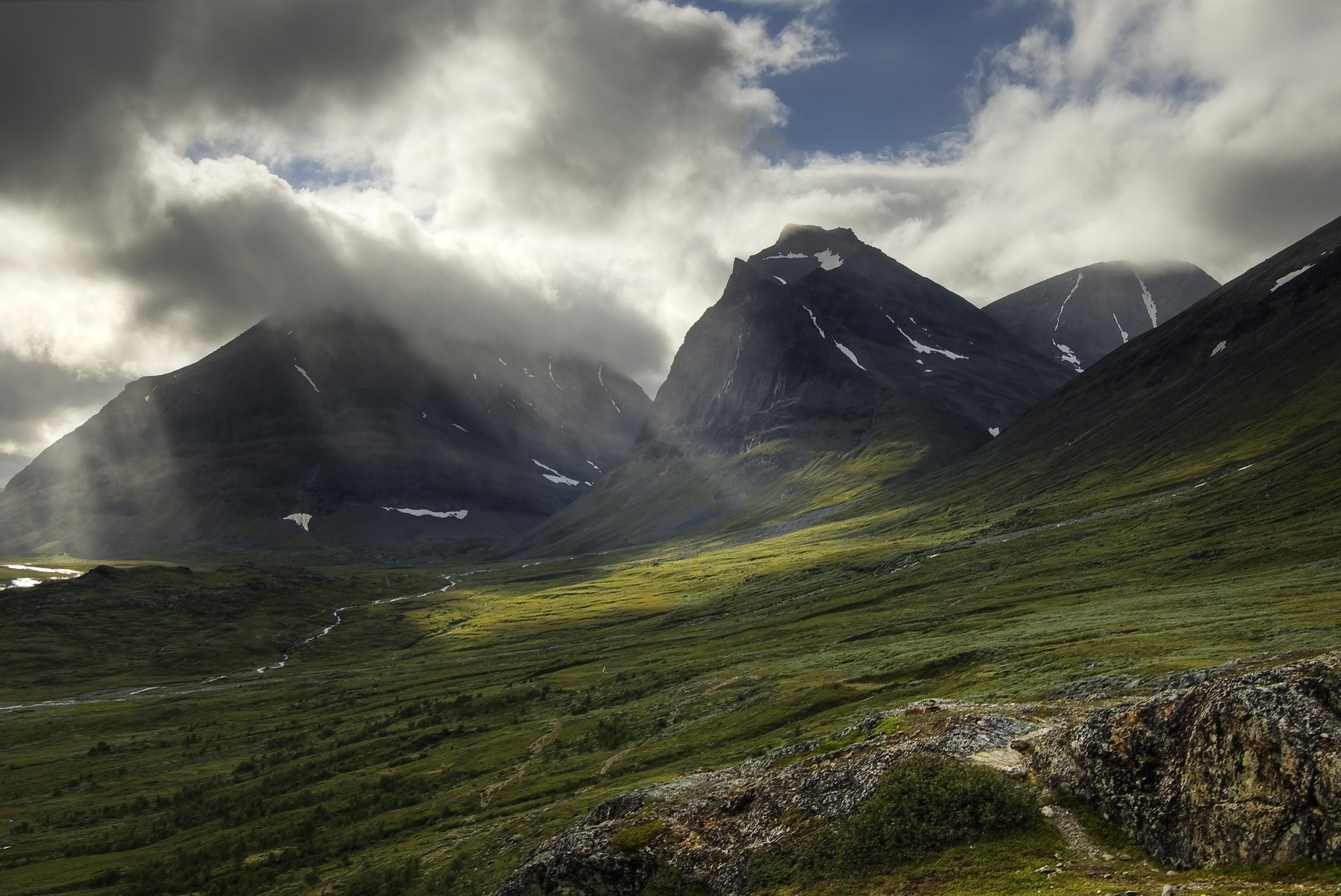
Údolí pod horou Kebnekaise

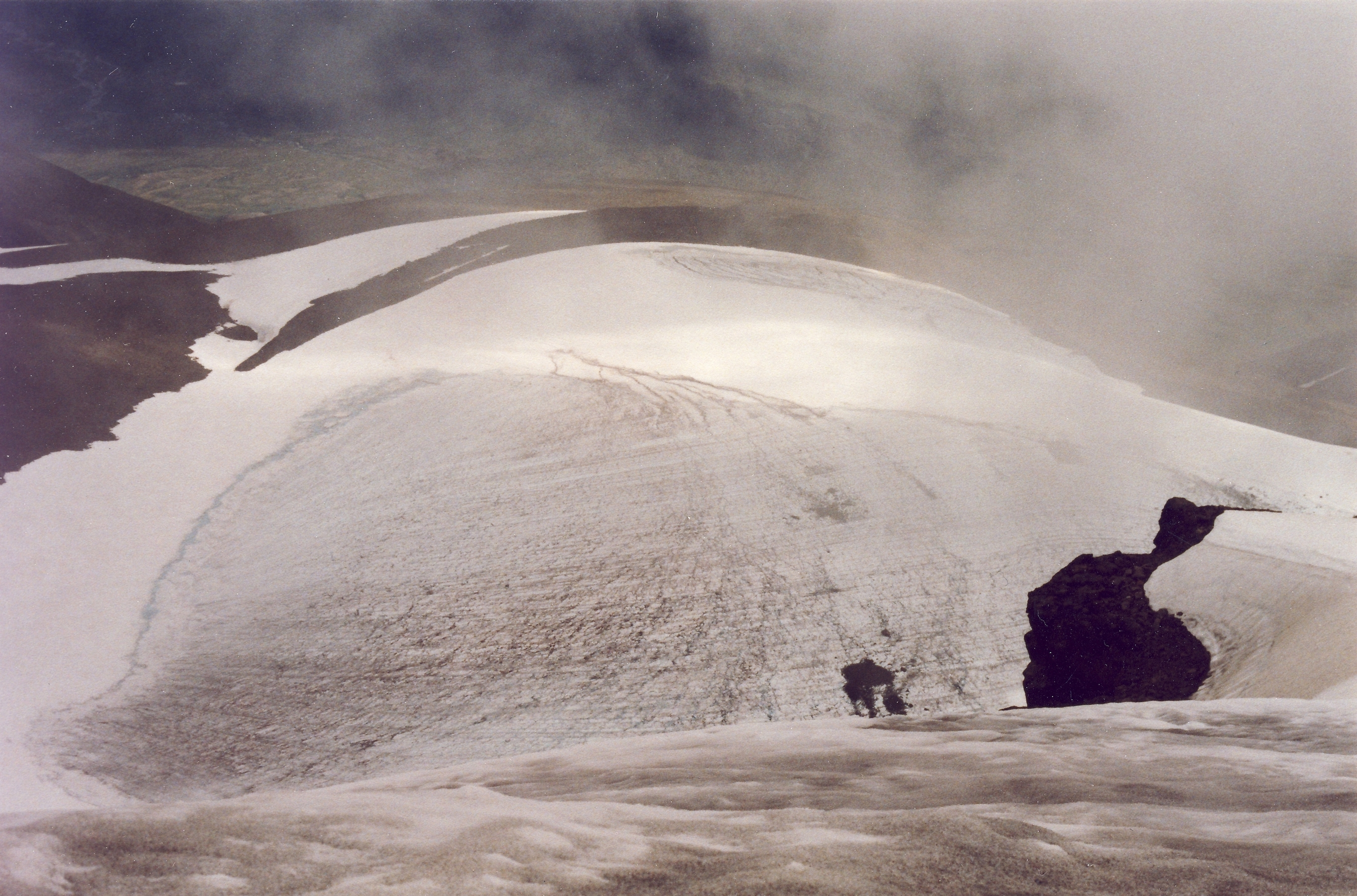
Ledovec z vrcholu Kebnekaise